# Бубенщиков Ігор Миколайович
Ігор Миколайович Бубенщиков (12 січня 1960, Свердловськ, СРСР — невідомо) — радянський хокеїст, центральний нападник.

## Спортивна кар'єра
Вихованець клубу «Юність» (Свердловськ). У складі молодіжної збірної Радянського Союзу — чемпіон світу 1980 року. Після трьох сезонів у місцевій команді «Автомобіліст» перейшов до мінського «Динамо», де і провів більшу частину ігрової кар'єри. У сезоні 1985/1986 захищав кольори київського «Сокола» (20 матчів). У вищій лізі провів 158 ігор (29+29), а всього в чемпіонаті СРСР — 634 (264+147). У 90-х грав за чеський клуб «Банік» (Соколов). Потужний форвард з гарною швидкістю, але мав проблеми з спортивною дисципліною.
Проживав у Чехії, займався автомобільним бізнесом.

## Досягнення
- Чемпіон світу серед молоді (1): 1980

## Статистика
| Сезон   | Команда                      | Ліга      | І  | Г  | П  | 0  | Штр |
| ------- | ---------------------------- | --------- | -- | -- | -- | -- | --- |
| 1978-79 | «Автомобіліст» (Свердловськ) | вища      | 17 | 3  | 0  | 3  | 4   |
|         |                              | перехідна | 6  | 0  | 1  | 1  | 2   |
| 1979-80 | «Автомобіліст» (Свердловськ) | вища      | 33 | 5  | 3  | 8  | 19  |
| 1980-81 | «Автомобіліст» (Свердловськ) | перша     | 55 | 32 | 9  | 41 | 59  |
| 1981-82 | «Динамо» (Мінськ)            | перша     | 71 | 28 | 18 | 46 | 54  |
| 1982-83 | «Динамо» (Мінськ)            | перша     | 75 | 32 |    |    |     |
| 1983-84 | «Динамо» (Мінськ)            | перша     | 59 | 28 |    |    |     |
| 1984-85 | «Динамо» (Мінськ)            | перша     | 52 | 40 | 17 | 57 | 60  |
| 1985-86 | «Сокіл» (Київ)               | вища      | 20 | 5  | 8  | 13 | 4   |
| 1986-87 | «Динамо» (Мінськ)            | перша     | 64 | 33 | 31 | 64 | 66  |
| 1987-88 | «Динамо» (Мінськ)            | перша     | 68 | 30 | 31 | 61 | 50  |
| 1988-89 | «Динамо» (Мінськ)            | вища      | 23 | 4  | 1  | 5  | 12  |
|         |                              | перехідна | 26 | 12 | 11 | 23 | 22  |
| 1989-90 | «Динамо» (Мінськ)            | вища      | 41 | 6  | 11 | 17 | 28  |
| 1991-92 | «Динамо» (Мінськ)            | вища      | 24 | 6  | 6  | 12 | 8   |